# Mano propia
Mano propia é um filme de suspense boliviano de 2024 escrito e dirigido por Rodrigo Patino. É baseado na crônica jornalística Tribus de la inquisición de 2013, de Roberto Navia. Estrelado por Alejandro Marañón e Freddy Chipana. Estreou em 19 de setembro de 2024, nos cinemas bolivianos.
Foi selecionado como a inscrição boliviana para Melhor Longa-Metragem Internacional no 97º Oscar, mas não foi indicado.

## Enredo
Mario Vega é um promotor comprometido com o respeito aos processos judiciais, que luta para evitar a execução de cinco jovens de Villa Nogales, acusados de roubar um caminhão. Na viagem são acompanhados por Miguel, pai de um dos arguidos, e Adrián, um dos jovens.

## Elenco
- Alejandro Marañon como Mario Vega
- Freddy Chipana como Miguel
- Gonzalo Callejas como Montes
- Christian Castillo como Waldo
- Raimundo Ramos como Rolando
- Victoria Suaznabar como Gabriela
- Mauricio Toledo como Pollo
- Bernardo Rosado
- Carlos Ureña

## Produção
A filmagem ocorreu em 2023, com duração de 5 semanas em Palos Blancos e Sapecho, na Bolívia.